# ريبيرا
ريبيرا (بالإيطالية: Ribera)‏ هي بلدية في مقاطعة أغريجنتو في صقلية الإيطالية.

## السكان
في سنة 1861 بلغ عدد السكان 6٬402 نسمة، وتطور العدد ليصل في سنة 2011 لـ 19٬302 نسمة.
يظهر هذا المخطط البياني تطور النمو السكاني لـ ريبيرا

## توأمة
لريبيرا اتفاقيات توأمة مع:
- إليزابيث

## أعلام
- فرانشيسكو كرسبي